# 雷德蘭 (佛羅里達州)
雷德蘭（英語：Redland）是位於美國佛羅里達州邁阿密-戴德縣的一個非建制地區。該地的面積和人口皆未知。

## 地理
雷德蘭的座標為25°31′31″N 80°29′24″W / 25.52528°N 80.49000°W，而該地的平均海拔高度為2米（即7英尺）。